# Redemoißel
Redemoißel ist ein Ortsteil der Gemeinde Zernien in der Samtgemeinde Elbtalaue, die zum niedersächsischen Landkreis Lüchow-Dannenberg gehört. Das Dorf liegt zwei Kilometer südöstlich vom Kernbereich von Zernien. Westlich von Redemoißel erhebt sich der 142 Meter hohe Hoher Mechtin, die höchste Erhebung im Wendland.

## Geschichte
Die urkundliche Ersterwähnung hatte der Ort 1295 unter dem Namen Redemuzle. Am 1. Juli 1972 wurde Redemoißel in die Gemeinde Zernien eingegliedert.